# Казе Сан Пјетро (Порденоне)
Казе Сан Пјетро је насеље у Италији у округу Порденоне, региону Фурланија-Јулијска крајина.
Према процени из 2011. у насељу је живело 26 становника. Насеље се налази на надморској висини од 18 м.